# Danh sách kênh truyền hình phát sóng giải vô địch bóng đá châu Âu 2012
Danh sách các kênh truyền hình phát sóng giải vô địch bóng đá châu Âu 2012 là danh sách các kênh truyền hình mua bản quyền truyền hình và trực tiếp Euro 2012 từ công ty truyền thông đa quốc gia Sportfive và đài truyền hình liên minh châu Âu (CBU). Trong tháng 1 năm 2012, hãng truyền thông Telekomunikacja Polska và Orange đã hoàn thành giai đoạn đầu trong việc kiểm tra các cơ sở hạ tầng, công nghệ và dịch vụ để kết nối đến hơn hai mươi địa điểm ở Ba Lan và Ukraina. Theo yêu cầu của UEFA, Telekomunikacja Polska sẽ đảm bảo tốc độ truyền dữ liệu khoảng 2х70 Gbit /giây từ các sân vận động Ba Lan và 2х140 Gbit / giây giữa Ba Lan và Ukraina. Điều này là cần thiết vì các trận đấu được dự kiến sẽ được phát sóng ở chất lượng HD.
Sau đây là các quốc gia mua bản quyền truyền hình và trực tiếp Euro 2012 từ công ty truyền thông đa quốc gia Sportfive và đài truyền hình liên minh châu Âu (CBU). Các vùng lãnh thổ được ghi là những vùng lãnh thổ được ghi là những quốc gia chưa biết tên. Tại Việt Nam, bình luận trước trận đấu sẽ diễn ra (phát sóng) trước 30 phút trận đấu diễn ra.

## Danh sách

### Tại Việt Nam
Tại Việt Nam, đã có 14 đơn vị tham gia cuộc đấu thầu này trong đó có Đài Truyền hình Việt Nam (VTV). Mãi tới tháng 3 năm 2012, việc thương thảo giữa VTV và Sport Five mới có kết quả. Ngày 15 tháng 3, VTV thông báo đã mua được bản quyền EURO 2012. Sau cùng, vào ngày 15 tháng 3 năm 2012, VTV đã có bản quyền truyền hình Euro 2012 sau nhiều tháng đàm phán mua bản quyền phát sóng các trận đấu vòng chung kết Euro 2012 được tổ chức tại Ba Lan - Ukraina từ đối tác Sport Five. Một trong những nguyên nhân mà VTV đàm phán lâu dài với Sport Five trong việc mua bản quyền là mức giá ban đầu mà Sport Five đưa ra là 5 triệu USD nhưng VTV cho rằng đây là mức giá cao và tìm cách để mua với giá thấp nhất.
Sẽ có tổng cộng 31 trận đấu được truyền hình phục vụ nhu cầu người hâm mộ từ ngày 8 tháng 6 đến 2 tháng 7 với chất lượng dịch vụ kỹ thuật số. Các trận đấu của Euro 2012 sẽ được phát trực tiếp trên các kênh VTV2, VTV3 và VTV9 với 2 khung giờ là 23h00 và 1h45'. Bên cạnh việc truyền hình trực tiếp, VTV còn lên kế hoạch chuẩn bị những chương trình đồng hành trong thời gian diễn ra Euro phục vụ nhu cầu của người hâm mộ như các phóng sự bên lề, chương trình bình luận trước - trong - sau trận đấu . Từ giải đấu năm 2016, bình luận trước trận đấu sẽ diễn ra (phát sóng) trước 30 phút trận đấu diễn ra.
Cùng với đó, Euro 2012 cũng được phát sóng trực tiếp trên HTV1, HTV7, HTV9, HTVC Thể thao (Đài Truyền hình TP Hồ Chí Minh), VTC3, TTTV & BĐTV (Tiếp sóng VTV), K+PC và các đài địa phương khác cùng tiếp sóng như Đồng Nai, Bình Dương, Truyền hình Việt Nam tại Cần Thơ....